# Taggenberg

Karte des Quartiers

Taggenberg ist ein Quartier der Stadt Winterthur. Zusammen mit den Quartieren Weinberg, Oberfeld, Lindenplatz, Niederfeld, Neuburg, Hardau und Härti gehört es zum Kreis 6 (Wülflingen).

## Geografie
Taggenberg liegt teilweise an Hanglage und im Norden des Stadtkreises Wülflingen. Bebaut ist nur der südlichste Teil des Quartiers (Maienried), sonst stehen auf dem Gebiet des Quartiers mit dem Oberen und Unteren Radhof sowie dem Taggenberg nur ein paar Bauernhöfe, die das umliegende Landwirtschaftsland bewirtschaften. Der namensgebende Hügel Taggenberg liegt ganz im Westen des Quartiers, wobei sein höchster Punkt auf dem Gebiet der Gemeinde Neftenbach liegt.
Das Quartier hat mit Wülflingen im Süden eine gemeinsame Grenze mit dem Quartier Härti entlang der Haltenreben- sowie der Salomon-Hirzel-Strasse und im Osten entlang der Autobahn A1 mit dem Quartier Weinberg. Nordöstlich grenzt Taggenberg an die Gemeinde Seuzach sowie bei einem schmalen Streifen an die Gemeinde Hettlingen. Den grössten gemeinsamen Grenzverlauf hat das Quartier mit dem im Norden und Westen liegenden Neftenbach.

## Bildung
Kindergarten und Primarschule besuchen die Schüler in den im Quartier liegenden Kindergärten und Primarschulen. Die Oberstufe ist im Quartier Oberfeld.

## Geschichte
Der Taggenberg war bis in die 1970er Jahre Landwirtschaftsgebiet. Auch auf dem heute überbauten Maienried stehen ausser vereinzelten Bauten und den Höfen Taggenberg, Unterer und Oberer Radhof noch keine Wohnüberbauungen. Der Obere Radhof gehörte im 19. Jahrhundert zur Zivilgemeinde Wülflingen, während die Bewohner des Unteren Radhofes und des Taggenbergs lediglich Ansässen waren mit weniger Rechten, z. B. auch bezüglich des Holzschlags auf Gemeindegebiet. Rechte an Kirchen- und Armengut sowie den Besuch von Freischulen mussten sie sich im 18. Jahrhundert ebenfalls erkämpfen. Als 1823 aufgrund einer Gesetzesreform alle Einwohner den Bürgerstatus in einer Zivilgemeinde erlangen mussten und die Forderung der Zivilgemeinde Wülflingen zu hoch war, gründeten die zwölf Bewohner der beiden Höfe mit Einverständnis des Kantons die Zivilgemeinde Unterrad-Taggenberg. Die Zivilgemeinde bestand während gut 50 Jahren. Anlässlich eines neuen kantonalen Gemeindegesetzes wurde sie 1876 aufgehoben und dieses Mal ohne zusätzliche Forderungen in die Zivilgemeinde Wülflingen integriert.
Die erste, zwölf Mehrfamilienhäuser umfassende Überbauung im Maienried wurde Anfang der 1970er Jahre in der Fuchshalde erstellt. Ein richtiger Wachstumsschub erfuhr das Quartier nochmals im neuen Jahrtausend, als weitere Überbauungen entstanden. Zuvor entstand in der ersten Hälfte der 1920er Jahre entlang der Zuglinie nach Schaffhausen der Weiler Lantig mit heute gut 50 Einwohnern.
Im Jahr 2002 wurde in Taggenberg der Windpark Winterthur Taggenberg in Betrieb genommen.

## Verkehrsanbindung
Durch das Quartier selbst verkehrt keine Busverbindung, die nächste Buslinie ist die Buslinie 2 (Wülflingen–HB–Seen), die entlang der Wülflingerstrasse verkehrt. Ebenfalls gut erreichbar ist der Autobahnanschluss Winterthur-Wülflingen.

## Kultur und Freizeit
- Der Fussballplatz Sporrer des FC Wülflingen liegt leicht ausserhalb Wülflingens auf Taggenberger Quartiergebiet.
- In unregelmässigen Abständen findet auf dem Oberen Radhof das Bambole Openair statt.
- Der Quartierverein Langwiesen-Maienried hat seine Freizeitanlage südlich des Quartiers.
- Das Restaurant Taggenberg ist seit Jahren mit Gault-Millau-Punkten ausgezeichnet.

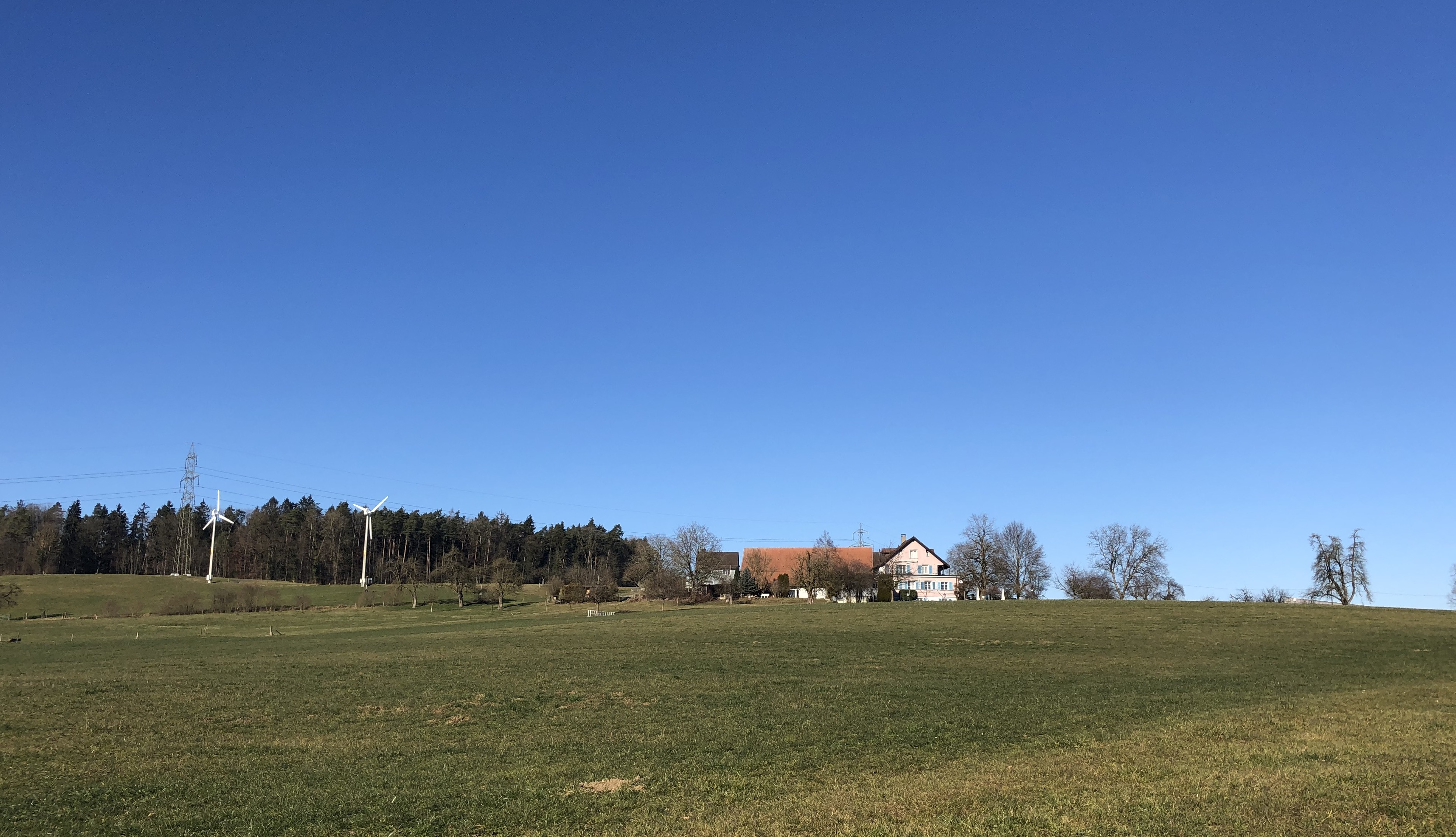
Ansicht von Süden
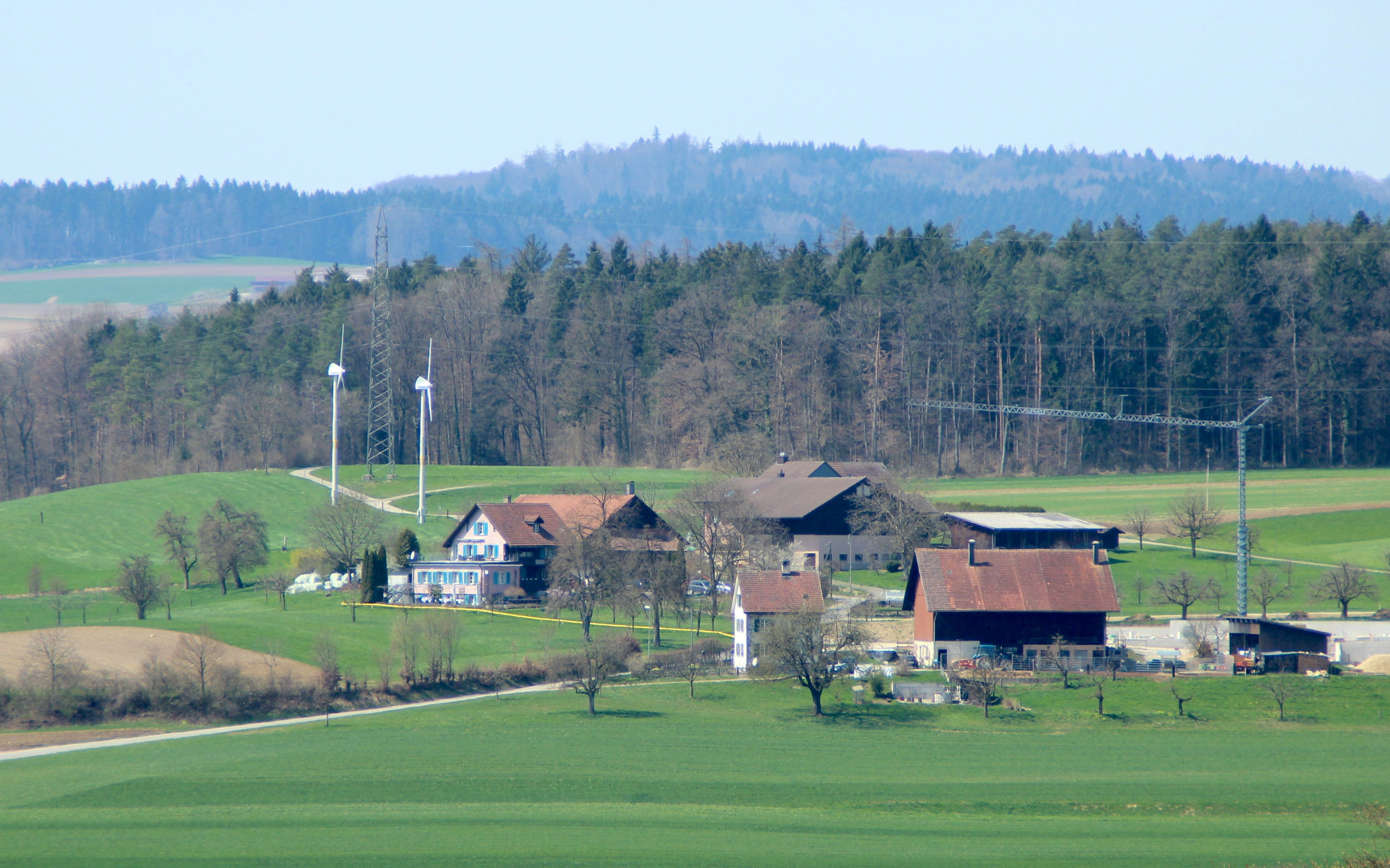
Hof Taggenberg
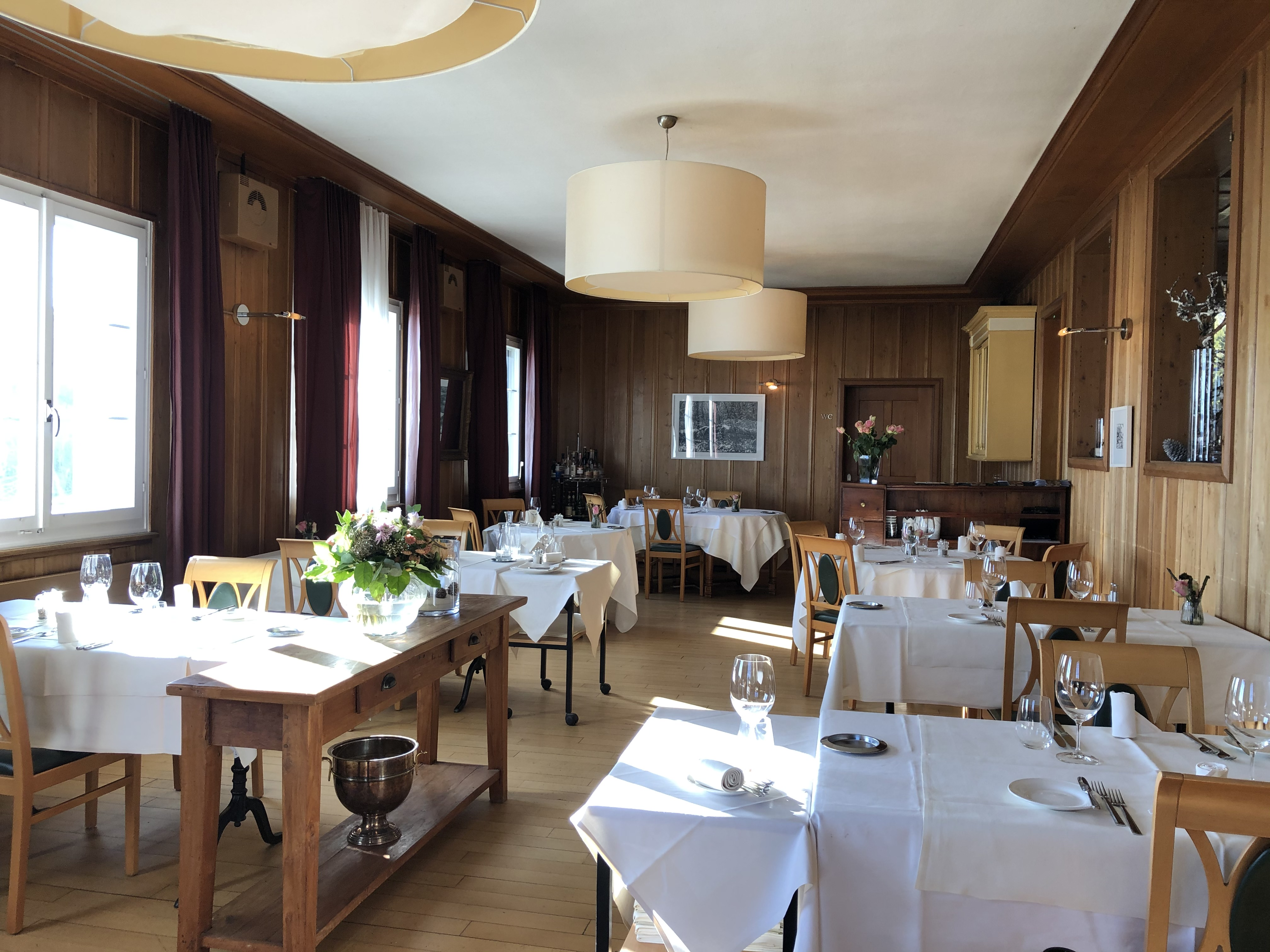
Restaurant Taggenberg
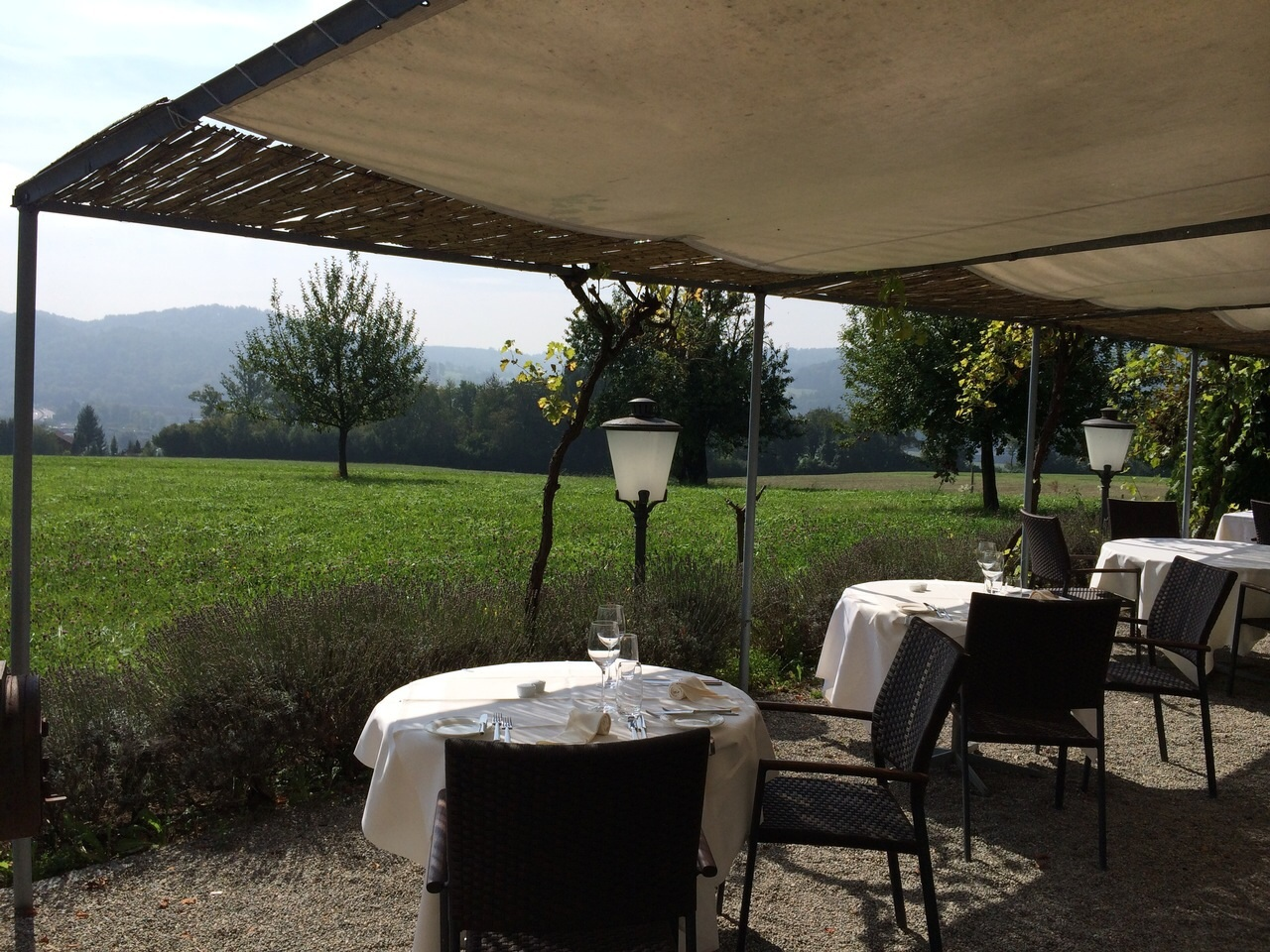
Terrasse
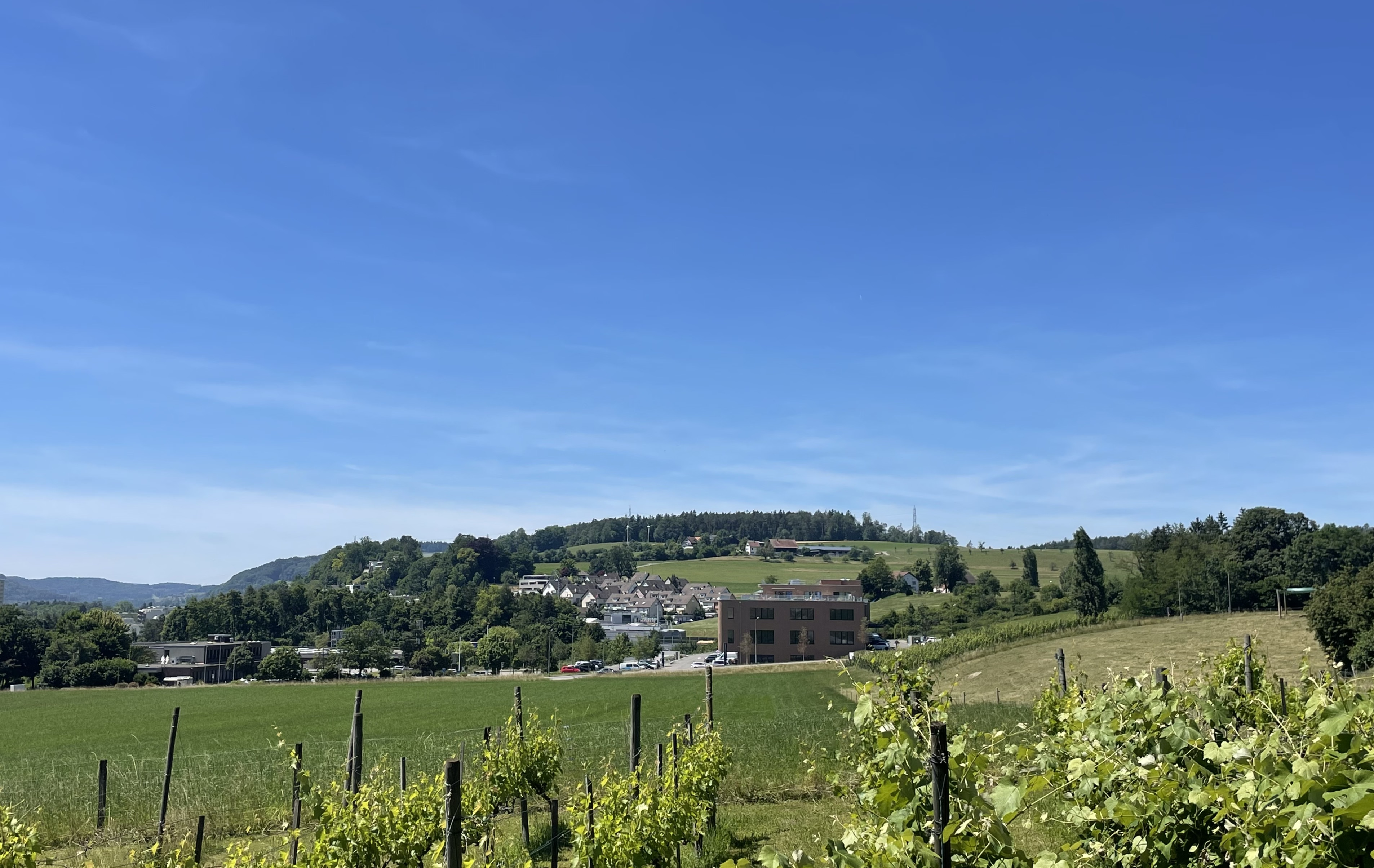
Blick zum Taggenberg von Osten